# Heksobarbital
Heksobarbital je barbiturat koji je efektivan kao hipnotik i sedativ.

## Spoljašnje veze
|  | Molimo Vas, obratite pažnju na važno upozorenje u vezi sa temama iz oblasti medicine (zdravlja). |